# Шарлота Вилхелмина фон Анхалт-Бернбург-Шаумбург-Хойм
Шарлота Вилхелмина фон Анхалт-Бернбург-Шаумбург-Хойм (на немски: Charlotte Wilhelmine von Anhalt-Bernburg-Schaumburg-Hoym; * 24 ноември 1704 в Шаумбург, Хесен-Касел; † 11 ноември 1766 в Бархфелд, Тюрингия) от династията Аскани е принцеса от Анхалт-Бернбург-Шаумбург-Хойм и чрез женитба ландграфиня на Хесен-Филипстал-Бархфелд (1724 – 1761).
Тя е дъщеря на княз Лебрехт фон Анхалт-Бернбург-Хойм (1669 – 1727) и втората му съпруга фрайин Еберхардина Якоба Вилхелмина ван Вееде (1682 – 1724), дъщеря на фрайхер Йохан Йорг ван Вееде (1627 – 1696) и Агнес (Анна) Маргарета фон Раезфелд († 1712).
Шарлота Вилхелмина фон Анхалт-Бернбург умира на 11 ноември 1766 г. в Бархфелд, Тюрингия на 61 години и е погребана в Херенбрайтунген.

## Фамиля
Шарлота Вилхелмина се омъжва на 31 октомври 1724 в Хойм за ландграф Вилхелм фон Хесен-Филипстал-Бархфелд (1692 – 1761). Те имат децата:
- Шарлота фон Хесен-Филипстал-Бархфелд (1725 – 1798)

∞ 1765 граф Албрехт Август фон Изенбург-Бюдинген (1717 – 1782)
- Вилхелм (*/† 1726)
- Фридрих (1727 – 1777), ландграф на Хесен-Филипстал-Бархфелд (1761 – 1777); ∞ 1772 графиня София Хенриета цу Салм-Грумбах (1740 – 1800)
- Филип (1728 – 1745)
- Йохана Шарлота (1730 – 1799)
- Каролина (1731 – 1808)
- Улрика Елеонора фон Хесен-Филипстал-Бархфелд (1732 – 1795)

∞ 1755 ландграф Вилхелм фон Хесен-Филипстал (1726 – 1810)
- Карл Вилхелм (1734 – 1764)
- Анна фон Хесен-Филипстал-Бархфелд (1735 – 1785)

∞ 1767 граф Адолф фон Липе-Детмолд (1732 – 1800), син на Симон Хайнрих Адолф цур Липе-Детмолд
- Георг (1737 – 1740)
- Доротея Мария фон Хесен-Филипстал-Бархфелд (1738 – 1799)

∞ 1764 княз Йохан Карл Лудвиг фон Льовенщайн-Вертхайм-Фройденберг (1740 – 1816)
- Кристиан (1740 – 1750)
- Лудвиг Фридрих (*/† 1741)
- Адолф (1743 – 1803), ландграф на Хесен-Филипстал-Бархфелд

∞ 1781 принцеса Луиза фон Саксония-Майнинген (1752 – 1805)
- Август (*/† 1745)